# Spargania pernotata
Spargania pernotata là một loài bướm đêm trong họ Geometridae.